# Aline Bridge
Die Aline Bridge ist eine Brücke nahe der Ortschaft Ardvourlie auf der schottischen Hebrideninsel Lewis and Harris. 1994 wurde das Bauwerk in die schottischen Denkmallisten in der Kategorie C aufgenommen.

## Beschreibung
Die Aline Bridge wurde im 19. Jahrhundert errichtet. Sie führte die A859 (Stornoway–Rodel) über den Abhainn a’Mhuill, einen Grenzbach zwischen Lewis und Harris, und damit ein Grenzbach zwischen den traditionellen Grafschaften Ross-shire und Inverness-shire. Heute verläuft die A859 über einen nur wenige Meter entfernten Brückenneubau, weshalb die Aline Bridge obsolet wurde.
Die Aline Bridge führt die Straße mit einem ausgemauerten Segmentbogen über den Bach. Ihr Mauerwerk besteht aus Natursteinquadern, die zu einem Schichtenmauerwerk gelegt wurden. Sie ist mit begrenzenden Brüstungen ausgeführt und liegt unverändert vor.